# Zbiornik Kaniowski
Zbiornik Kaniowski (ukr. Канівське водосховище) – jeden z 6 największych sztucznych zbiorników wodnych na Dnieprze.
Znajduje się w obwodzie kijowskim i częściowo w czerkaskim. Zajmuje obszar 675 km², gromadzi 2,63 km³ wody. Długość wynosi około 123 km, największa szerokość 8 km, największa głębokość – 21 m.
Zapora zbudowana w latach 1972-1978 ma długość 16 km. Znajdują się w niej turbiny elektrowni wodnej oraz śluza. 
Największe miasta nad Zbiornikiem to: Kijów, Perejasław i Kaniów. Do zalewu wpadają również Stuhna i Trubiż.